# 丁璿 (永樂進士)
丁璿（1382年—1449年），字仲衡，應天府上元縣（今江苏南京）人。明朝政治人物，永樂甲申进士。

## 生平
永乐二年（1404年），中式甲申科三甲第一百八十一名進士。選庶吉士，授工部主事，坐事謫戍。授山西道監察御史，改湖廣道，巡按徐州、陝西，奉使雲南，升左僉都御史，督大同府军储备。正统年间，麓川叛乱，官軍與戰失利，丁璿受命前往巡視，劉墉為雲南巡撫、兼督饋餉。后召为左副都御史，有所政闻。